# Hicham Imane
Hicham Imane (Couillet, 29 juli 1975) is een Belgisch politicus van de PS en voormalig Waals Parlementslid.

## Levensloop
Na studies aan het Koninklijk Atheneum Ernest Solvay in Charleroi, volgde Imane een opleiding in verzekeringen. Nadien ging Imane aan de slag als bankbediende.
Hij begon een politieke loopbaan bij de PS als adjunct-secretaris van de PS-afdeling in Couillet. Tevens was hij nationaal secretaris van de Mouvement des Jeunes Socialistes en ondervoorzitter van de Fédération des Jeunes Socialistes de Charleroi. Van 2013 tot 2019 was Imane tevens voorzitter van La Sambrienne, de huisvestingsmaatschappij van de stad Charleroi.
Van 2012 tot 2019 was hij gemeenteraadslid van Charleroi en sinds 2019 is hij OCMW-raadslid van de stad. In 2014 kwam Imane in het Waals Parlement en in het Parlement van de Franse Gemeenschap terecht als opvolger van Serdar Kilic, die verkoos om schepen van Charleroi te blijven. Nadat Kilic in juni 2016 ontslag nam als schepen, keerde hij terug naar het Waals Parlement. Hierdoor verloor Imane zijn mandaat van parlementslid.
Van 2015 tot 2020 zetelde hij eveneens in het Europees Comité van de Regio's. In 2019 ging hij een bistro uitbaten.